# 伊藤友樹
伊藤 友樹（1985年1月24日—）是著名日本的男性演員，出生於東京都，後來曾經加入過劇團HIMAWARI，現在他是KOMS SIFT旗下的男藝人。身高175cm。他曾在拍攝特攝作品《魔法戰隊魔法連者》，飾演綠色魔法使（小津蒔人）。

## 參與作品

### 電視劇
- カネボウヒューマンスペシャル『大地の産声が聞こえる－15才 いちご薄書－』（2000年）
- 土曜特集ドラマ『エイジ』（2000年）
- はみだし刑事情熱系V（2000年）
- 月曜ドラマシリーズ『少年たち3』（2002年）
- 女と愛とミステリー『逃げ口上』（2002年）
- DRAMA 30『桜咲くまで』（2004年） - 飾演 Wataru
- 月曜ドラマシリーズ『ジイジ～孫といた夏～』（2004年） - 飾演 Waiter Koji
- 魔法戰隊魔法連者（2005年-2006年） - 飾演 綠色魔法使／小津蒔人
- ULTRASEVEN X（2007年） - 飾演 Sameo

### 綜藝節目
- 世界ウルルン滞在記（2004年2月1日放送「極寒のイヌイットの村に伊藤友樹が出会った」）

### 電影
- 青春電幻物語（神野）
- スクールウォーズHERO・泥だらけの栄光（金城良夫）
- 大逃殺2（黒澤凌）
- 不良少年の夢（小野寺エイジ）
- 魔法戰隊魔法連者 THE MOVIE 冥府的新娘（2005年，東映） - 飾演 綠色魔法使／小津蒔人

### Original Video
- 魔法戰隊魔法連者VS刑事連者（2006年，東映） - 飾演 綠色魔法使／小津蒔人
- 超忍者隊INAZUMA!（2006年，東映） - 飾演 小野木藤十郎

## 外部連結
- （日語） 伊藤友樹的"Greatest spirit" （页面存档备份，存于）

| 前任： 伊藤陽佑 （特搜戰隊刑事連者） | 日本超級戰隊系列綠色戰士演員 魔法戰隊魔法連者 2005年2月13日-2006年2月12日 | 繼任： 平田裕香 （獸拳戰隊激氣連者） |